# Hylaeus gaullei
Hylaeus gaullei är en biart som först beskrevs av Joseph Vachal 1899.  Hylaeus gaullei ingår i släktet citronbin, och familjen korttungebin. Inga underarter finns listade i Catalogue of Life.